# پیتر بولمر
پیتر بولمر (انگلیسی: Peter Bulmer؛ زادهٔ ۳۱ اوت ۱۹۶۵) بازیکن فوتبال اهل بریتانیا است.
از باشگاه‌هایی که در آن بازی کرده‌است می‌توان به باشگاه فوتبال پرستون نورث اند اشاره کرد.